# Platyperigea montana
Platyperigea montana là một loài bướm đêm trong họ Noctuidae.